# پرتی موترو
پرتی موترو (فنلاندی: Pertti Mutru; ۱۸ سپتامبر ۱۹۳۰ – ۳۰ اکتبر ۱۹۶۴) بازیکن بسکتبال اهل فنلاند بود. وی در بازی‌های المپیک تابستانی ۱۹۵۲ حضور داشته‌است.